# 四川木莲
四川木莲（学名：Manglietia szechuanica），为木兰科木莲属下的一个种。

## 扩展阅读
維基物種上的相關：四川木莲